# Alena Sharp
Alena Sharp (Hamilton, 7 de março de 1981) é uma jogadora canadense de golfe profissional que atualmente joga nos torneios do circuito LPGA dos Estados Unidos (versão feminina da PGA).
No golfe dos Jogos Olímpicos de Verão de 2016, realizados no Rio de Janeiro, Brasil, terminou sua participação na competição de jogo por tacadas individual feminino em trigésimo lugar, representando Canadá.